# Rosalinda Vélez Juárez
Rosalinda Vélez Juárez est une femme politique mexicaine, ancienne secrétaire du Travail et de la Prévision sociale de 2011 à 2012.